# Gamgadhi
Gamgadhi é uma cidade do Nepal.